# Newton OS

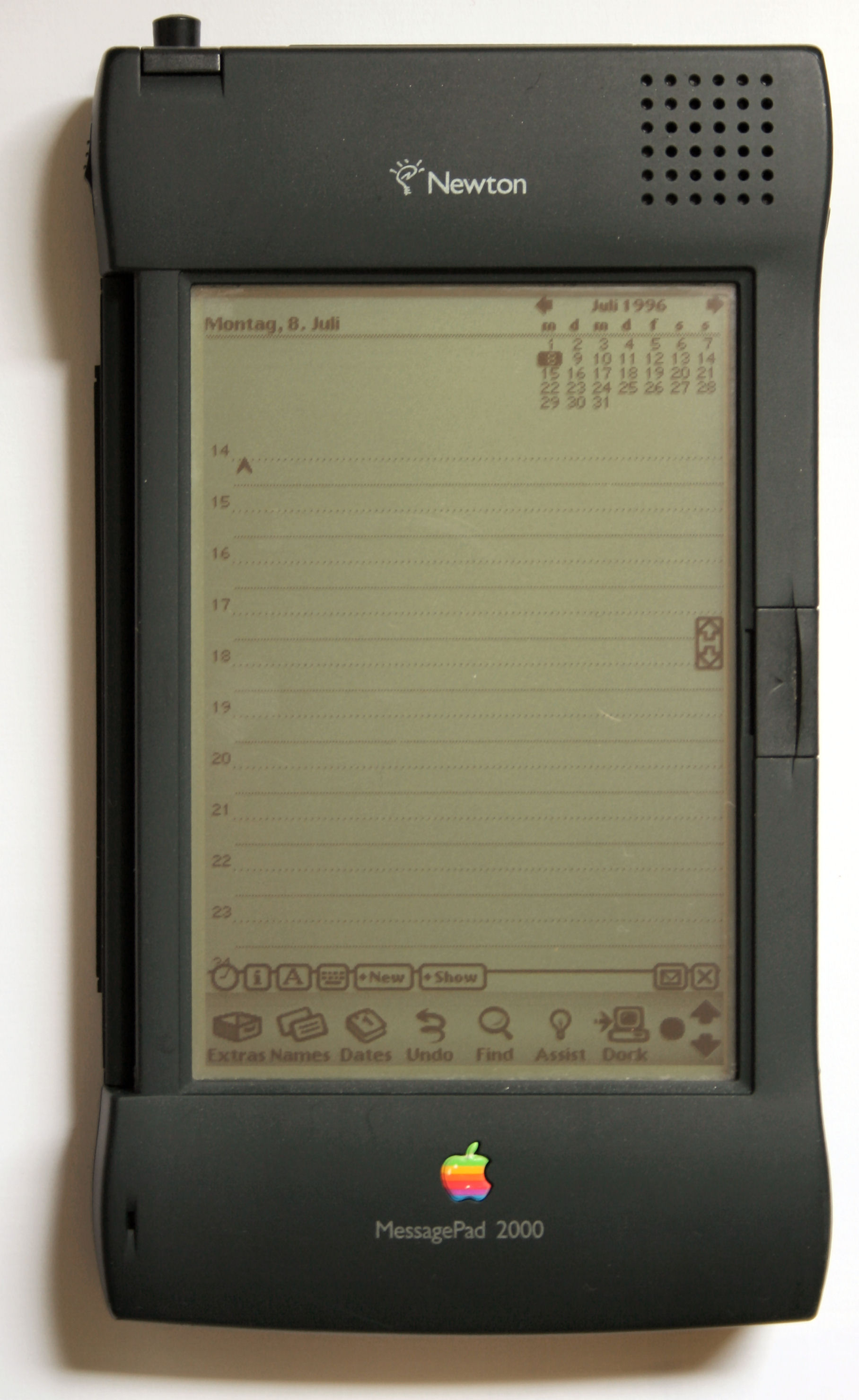
Apple Newton Message Pad 2000

Newton OS ist das Betriebssystem des PDAs Newton von Apple für Tablet wie z. B. das MessagePad oder das eMate. Es wurde in den frühen 90ern veröffentlicht und 1997 eingestellt. Es ist das erste vollständig in C++ geschriebene Betriebssystem, das auf geringen Speicher- und Prozessorverbrauch hin optimiert wurde.
Ebenso wie die ersten Macintosh-Rechner hat der Newton in seinem Festwertspeicher (ROM) zusätzliche Programme, um mehr Arbeitsspeicher (RAM) und Flash-Speicher für Anwenderprogramme übrigzulassen.
Auf Applikations-Ebene besteht keine Multitasking-Fähigkeit. Das Newton OS kann Anwendungen ausführen, die in C++ und NewtonScript geschrieben sind.